# Antoine Arnault
Antoine Arnault (Roubaix, 4 giugno 1977) è un imprenditore francese, amministratore delegato di Berluti e presidente di Loro Piana. È figlio di Bernard Arnault, azionista di maggioranza del gruppo del lusso LVMH di cui è responsabile per la comunicazione e l'immagine.

## Biografia
Arnault è nato a Roubaix, figlio di Bernard Arnault e della sua prima moglie, Anne Dewavrin.  Diplomato alla HEC di Montréal e all'INSEAD.

## Carriera
Antoine Arnault incomincia la sua carriera nel dipartimento pubblicitario di Louis Vuitton. È nominato amministratore di LVMH nel 2005 e, nel 2007, diventa direttore della comunicazione di Louis Vuitton.
È il promotore della campagna «Core Values» (2007) che collega l'idea pionieristica dell'arte di viaggiare a importanti personalità del mondo politico (Michail Gorbačëv), artistico (Francis Ford Coppola, Sean Connery, Keith Richards) e sportivo (Muhammad Ali, Zinédine Zidane), che abbiano vissuto intensamente e viaggiato anche interiormente.
Nel 2008 è nominato al comitato d'indipendenza editoriale del quotidiano Les Échos.
Nel 2009 il suo nome viene aggiunto alla lista del Forum dei giovani decisionisti mondiali.
Nel 2011 lancia «Le Giornate Particolari» del Gruppo LVMH, il cui scopo è di far scoprire i luoghi e mestieri del Gruppo. Nel 2013, lancia la seconda edizione delle “Le Giornate Particolari” raddoppiando il numero delle case che hanno aperto le loro porte, per un totale di 42 luoghi da poter visitare. L'ambizione di Antoine Arnault è stata quella di valorizzare il « savoir-faire » e trasmetterne i valori tra le differenti generazioni di artigiani, obiettivo che ha confermato per l'edizione del 2016 con più di 50 ateliers aperti al pubblico.
Dal 2011 è amministratore delegato di Berluti, azienda di abbigliamento maschile del gruppo LVMH con origine italiana; qui ha ricevuto la missione di sviluppare il marchio attraverso l'inaugurazione di diversi negozi in California, Dubai e New York. Assume il designer Alessandro Sartori con l'obbiettivo di trasformare il marchio di scarpe in una casa di lusso per uomo. Antoine Arnault sviluppa la creazione di scarpe colorate e di una linea di abbigliamenti classici con tagli moderni. Il responsabile di Berluti ha investito 100 milioni di euro per lo sviluppo della sua azienda.
A partire dal 5 dicembre 2013, in seguito dell'acquisizione del marchio da parte di LVMH, diventa anche presidente di Loro Piana, storico marchio italiano leader mondiale del cachemire di alta gamma.
Nel 2015, secondo Mediapart, Antoine Arnault avrebbe, oltre al suo compenso di 750.000 euro annui come amministratore di Berluti, un compenso di 560.000 euro lordi per due anni come consulente per Lvmh.
Nel settembre 2017 Arnault sostiene le regole che LVMH si è data sui rapporti di lavoro e il benessere delle modelle, che vieta, ad esempio, l'uso di modelle troppo magre e di età inferiore ai 16 anni. Nel marzo 2018 è diventato membro della task force pubblico/privata destinata a promuovere la parità professionale istituita da Marlène Schiappa, Segretario di Stato per la parità tra donne e uomini.
Il 1º giugno 2018 è stato nominato responsabile della comunicazione e dell'immagine del gruppo LVMH.
È all'origine di un'iniziativa congiunta con il Secours populaire français (SPF), “Un giorno per sé”, destinata alle donne in situazione di precarietà.
Nell'aprile 2020 LVMH ha annunciato che Antoine Arnault avrebbe rinunciato al suo compenso per i mesi di aprile e maggio dell'anno "così come a qualsiasi compenso variabile per l'anno 2020" a causa delle conseguenze per l'attività del gruppo pandemico Covid-19.
Nel settembre 2021 è stato nominato amministratore della GoodPlanet Foundation creata da Yann Arthus-Bertrand.

## Altri mandati
È amministratore del Gruppo LVMH.

## Vita privata
Antoine Arnault ha una sorella maggiore, Delphine Arnault e, dal secondo matrimonio del padre, tre fratelli minori: Alexandre, Frédéric, Jean.
Dopo numerose storie con modelle e attrici, dal luglio 2011 è legato alla modella e filantropa Natal'ja Vodjanova, con la quale ha avuto due figli, Maxim, nato il 2 maggio 2014 e Roman, nato l'8 maggio 2016. I due si sono sposati a Parigi il 22 settembre 2020.

## Arte
Antoine Arnault è un appassionato di arte contemporanea. Nel 2010, lancia l'esposizione di Hi Panda di JiJi al Palais de Tokyo.
È inoltre un giocatore di poker semi-professionista, i cui proventi delle vincite dona in beneficenza.